# Кућица за птице: Барселона
Кућица за птице: Барселона (енгл. Bird Box Barcelona) шпански је филмски трилер из 2023. године. Спиноф је филма Кућица за птице из 2018. који је настао по истоименом роману Џоша Малермана.

## Радња
Прати оца и ћерку, као и оне са којима се удружују, како би покушали да преживе дистопијску будућност у којој нико не преживи гледајући ентитете који су напали Земљу.

## Улоге
| Глумац            | Улога      |
| ----------------- | ---------- |
| Марио Касас       | Себастијан |
| Алехандра Хауард  | Ана        |
| Џорџина Кембел    | Клер       |
| Наила Шуберт      | Софија     |
| Дијего Калва      | Октавио    |
| Леонардо Сбараља  | Естебан    |
| Лола Дуењас       | Изабел     |
| Патрик Кријаду    | Рафа       |
| Гонзало де Кастро | Роберто    |